# Eric Staal
Eric Craig Staal (* 29. Oktober 1984 in Thunder Bay, Ontario) ist ein ehemaliger kanadischer Eishockeyspieler. Der Center verbrachte 13 Jahre bei den Carolina Hurricanes aus der National Hockey League (NHL), mit denen er 2006 den Stanley Cup gewann und bei denen er eine Reihe von Rekorden hält, unter anderem für die meisten Spiele, Tore und Scorerpunkte. Ferner führte er das Team sechs Jahre als Kapitän an, sodass seine Trikotnummer 12 dort nicht mehr vergeben wird. Anschließend stand er in der NHL kurzzeitig für die New York Rangers, vier Jahre für die Minnesota Wild sowie eine knappe Saison bei den Buffalo Sabres, Canadiens de Montréal sowie Florida Panthers auf dem Eis und verzeichnete insgesamt über 1000 Scorerpunkte. Mit der kanadischen Nationalmannschaft wurde Staal 2007 Weltmeister und gewann olympisches Gold bei den Winterspielen 2010, sodass er seither Mitglied des Triple Gold Club ist.

## Karriere
Eric Staal spielte bis Sommer 2003 in der Ontario Hockey League für die Peterborough Petes und erreichte in seiner letzten Saison 98 Punkte in 66 Spielen.

### Carolina Hurricanes (2003–2016)

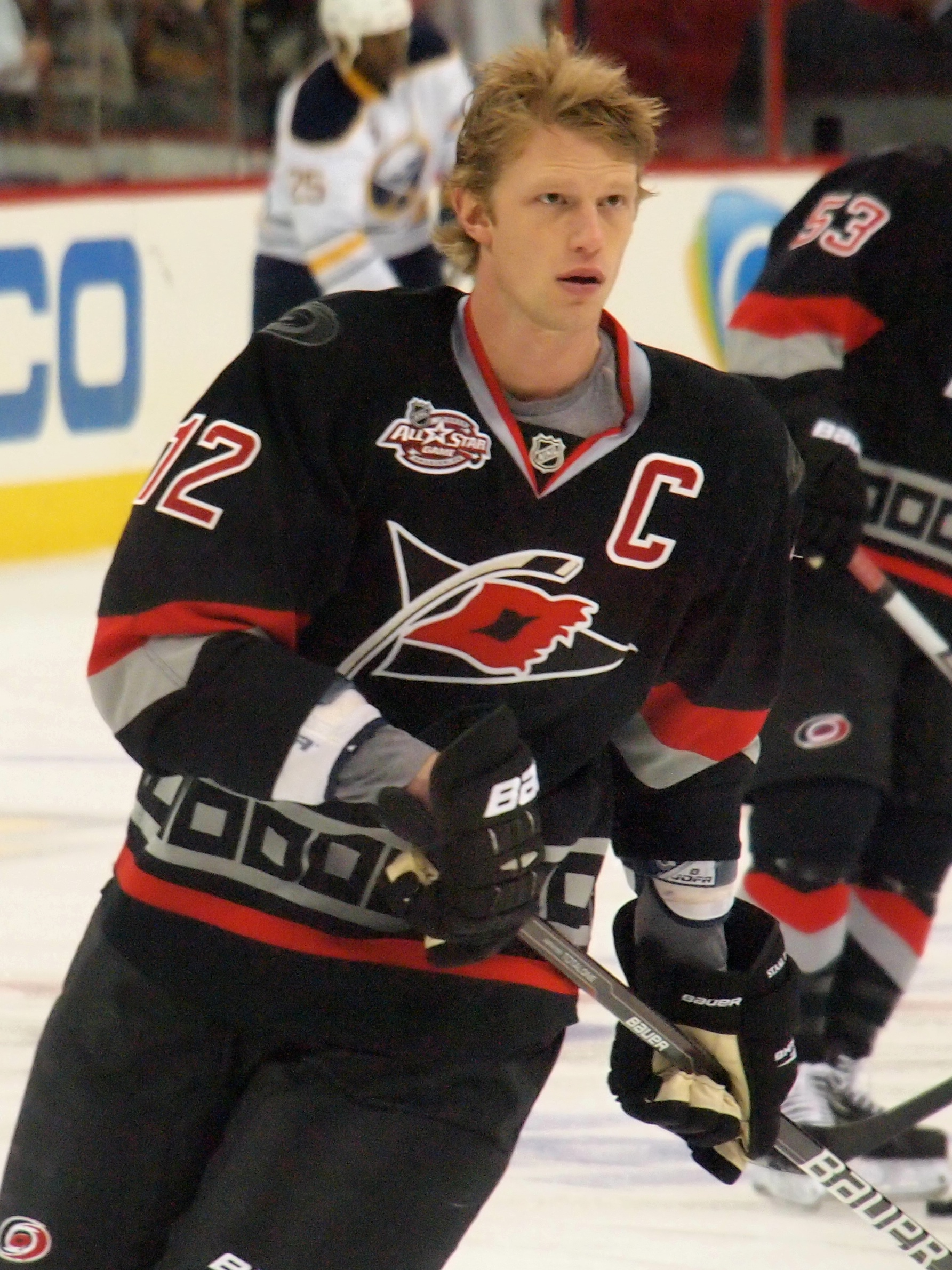
Staal beim NHL All-Star Game 2011

Im Juli 2003 wurde er von den Carolina Hurricanes im NHL Entry Draft 2003 in der ersten Runde an Position zwei ausgewählt. Gleich im Herbst startete er in seine erste NHL-Saison, in der er 31 Punkte erreichte. Während des Lockout in der Saison 2004/05 spielte er in der American Hockey League bei den Lowell Lock Monsters. In der Saison 2005/06 spielte Staal wieder bei Carolina und die Spielzeit verlief sehr positiv. Er schaffte 100 Punkte in 82 Spielen und war somit der siebtbeste Scorer der Liga. Die Hurricanes schlossen die reguläre Saison auf Platz zwei der Eastern Conference ab.
In den Playoffs konnte Staal mit starken Leistungen überzeugen und erreichte mit den Hurricanes das Stanley-Cup-Finale, wo man auf die Edmonton Oilers traf und sich in sieben Spielen durchsetzte. Es war der erste Stanley-Cup-Gewinn in der Geschichte der Hurricanes, wobei der Angreifer mit neun Toren sowie 19 Vorlagen als punktbester Akteur der Playoffs einen maßgeblichen Anteil an diesem Erfolg hatte. Nach der Saison wurde er für die Hart Memorial Trophy als wertvollster Spieler nominiert, musste sich jedoch Joe Thornton geschlagen geben.
Im Juli 2006 verlängerte der Kanadier seinen Vertrag bei den Hurricanes um drei weitere Jahre bei einem kolportierten Gesamtgehalt von 13,5 Millionen US-Dollar. In der Saison 2006/07 konnten weder Staal noch die Mannschaft an die Leistungen aus dem Vorjahr anknüpfen, sodass man am Ende der Spielzeit die Playoffs verpasste. Zuvor nahm Staal im Januar 2007 erstmals am NHL Allstar-Game teil.
Im September 2008 verlängerte Staal seinen Kontrakt um acht Jahre bei einem Gesamtgehalt von 57,75 Millionen US-Dollar. Im Mai 2009 gelang ihm in der Serie gegen die Boston Bruins der 40. Scorerpunkt in einem Play-off-Spiel, womit der Angreifer einen neuen Franchise-Rekord aufstellte. Anfang 2010 wurde er als Nachfolger des abgewanderten Rod Brind’Amour zum neuen Mannschaftskapitän der Hurricanes ernannt.

### New York, Minnesota, Buffalo, Montréal und Florida (2016–2023)
Im Februar 2016 wurde Staal kurz vor dem Ende der Transferfrist (Trade Deadline) im Austausch gegen Aleksi Saarela und je ein Zweitrunden-Wahlrechte für den NHL Entry Draft 2016 sowie 2017 zu den New York Rangers transferiert. Er verließ die Hurricanes nach über 12 Jahren und hielt zu diesem Zeitpunkt die Mannschaftsrekorde für die meisten Spiele (909), Tore (322), Vorlagen (453), Scorerpunkte (775) und Strafminuten (678). Der erhoffte kurzfristige Erfolg in New York blieb vorerst aus, so scheiterten die Rangers bereits in der ersten Playoff-Runde an den Pittsburgh Penguins. Über die Saison 2015/16 hinaus erhielt Staal keinen Vertrag von den Rangers, sodass er sich im Juli 2016 als Free Agent den Minnesota Wild anschloss. Er unterzeichnete dort einen Dreijahresvertrag, der ihm ein durchschnittliches Jahresgehalt von 3,5 Millionen US-Dollar einbringen soll.
Während seiner ersten Saison in Minnesota absolvierte Staal im März 2017 sein 1000. Spiel in der NHL. Zur Saison 2017/18 steigerte er seine persönliche Leistung noch einmal deutlich, so erzielte er mit 42 Toren seine zweitbeste Karriereleistung und stellte in Minnesota damit den Franchise-Rekord von Marián Gáborík aus der Saison 2007/08 ein. Zugleich führte der Angreifer die Wild in Scorerpunkten (76) an. Anschließend wurde sein auslaufender Vertrag im Februar 2019 um zwei weitere Jahre verlängert, in denen er durchschnittlich 3,25 Millionen US-Dollar verdienen soll. Im Dezember 2019 verzeichnete der Center seinen 1000. Scorerpunkt und wurde somit zum 89. Spieler der NHL-Geschichte, der diesen Meilenstein erreicht.
Im September 2020 wurde Staal von den Minnesota Wild zu den Buffalo Sabres transferiert, während Marcus Johansson in die Gegenrichtung wechselte. Mit Kevyn Adams, zu diesem Zeitpunkt General Manager der Sabres, hatte Staal 2006 den Stanley Cup mit den Hurricanes gewonnen. Im März 2021 wurde Staal allerdings im Tausch für ein Dritt- und ein Fünftrunden-Wahlrecht im NHL Entry Draft 2021 an die Canadiens de Montréal abgegeben, wobei die Sabres weiterhin die Hälfte seines Gehalts übernahmen. In den folgenden Playoffs 2021 erreichte er mit den Canadiens sein zweites Stanley-Cup-Endspiel nach 2006, unterlag dort allerdings den Tampa Bay Lightning mit 1:4. Anschließend wurde sein im Juli 2021 auslaufender Vertrag nicht verlängert. Im Januar 2022 schloss er sich auf Probe den Iowa Wild aus der AHL an, wo er vier Spiele absolvierte, ehe das Engagement wieder beendet wurde. Ebenfalls probeweise nahmen ihn für die Saisonvorbereitung ab Juli 2022 die Florida Panthers unter Vertrag, was im Oktober 2022 in einer festen Verpflichtung mündete. In den anschließenden Playoffs 2023 spielte er mit den Panthers sein drittes Stanley-Cup-Finale, war dort jedoch den Vegas Golden Knights ebenso wie zwei Jahre zuvor mit 1:4 unterlegen. Nach der Saison 2022/23 wurde sein Vertrag in Florida nicht verlängert. Im August 2024 gab Staal schließlich sein Karriereende bekannt.
Im Januar 2025 sperrten die Hurricanes seine Trikotnummer 12, sodass diese seither nicht mehr vergeben wird.

### International
Im Jahr 2007 nahm Staal mit der kanadischen Nationalmannschaft an der Weltmeisterschaft teil und gewann an der Seite seines Bruders Jordan am Ende den Weltmeistertitel. Bei den Olympischen Winterspielen 2010 gewann er mit dem Team Kanada die Goldmedaille und wurde damit als 23. Spieler in den Triple Gold Club aufgenommen. Bei der Weltmeisterschaft 2013 fungierte er als Mannschaftskapitän der kanadischen Auswahl, schied jedoch mit der Mannschaft bereits im Viertelfinale gegen Schweden aus.

## Erfolge und Auszeichnungen
| - 2001 OHL First All-Rookie-Team - 2003 Teilnahme am CHL Top Prospects Game - 2003 OHL Second All-Star-Team - 2003 CHL First All-Star-Team - 2004 Teilnahme am NHL YoungStars Game - 2005 Teilnahme am AHL All-Star Classic - 2005 NHL-Offensivspieler des Monats Oktober - 2006 Stanley-Cup-Gewinn mit den Carolina Hurricanes - 2006 NHL Second All-Star Team | - 2007 Teilnahme am NHL All-Star Game - 2008 Teilnahme am NHL All-Star Game - 2008 Most Valuable Player des NHL All-Star Game - 2009 Teilnahme am NHL All-Star Game - 2011 Teilnahme am NHL All-Star Game - 2018 Teilnahme am NHL All-Star Game - 2018 NHL-Spieler des Monats Februar - 2020 Teilnahme am NHL All-Star Game - 2025 Sperrung der Trikotnummer 12 durch die Carolina Hurricanes |

### International
- 2007 Goldmedaille bei der Weltmeisterschaft
- 2008 Silbermedaille bei der Weltmeisterschaft
- 2010 Goldmedaille bei den Olympischen Winterspielen
- 2010 Aufnahme in den Triple Gold Club

## Karrierestatistik

### International
Vertrat Kanada bei:
| - U18-Junioren-Weltmeisterschaft 2002 - Weltmeisterschaft 2007 - Weltmeisterschaft 2008 | - Olympischen Winterspielen 2010 - Weltmeisterschaft 2013 - Olympischen Winterspielen 2022 |

(Legende zur Spielerstatistik: Sp oder GP = absolvierte Spiele; T oder G = erzielte Tore; V oder A = erzielte Assists; Pkt oder Pts = erzielte Scorerpunkte; SM oder PIM = erhaltene Strafminuten; +/− = Plus/Minus-Bilanz; PP = erzielte Überzahltore; SH = erzielte Unterzahltore; GW = erzielte Siegtore; 1 Play-downs/Relegation; Kursiv: Statistik nicht vollständig)

## Familie
Eric Staal gehört einer Eishockey-Familie an. Er ist der älteste von vier Brüdern. Nachdem er 2003 von Carolina als zweiter Spieler des Drafts ausgewählt worden war, wurde sein drei Jahre jüngerer Bruder Marc Staal 2005 von den New York Rangers in der ersten Runde an Position zwölf gedraftet. 2006 folgte Jordan Staal, der, wie Eric, an zweiter Stelle gedraftet wurde, er allerdings von den Pittsburgh Penguins. Der jüngste Bruder Jared wurde 2008 von den Phoenix Coyotes in der zweiten Runde an Position 49 gedraftet. Seine Großeltern mütterlicherseits als auch väterlicherseits kommen aus den Niederlanden.